# Longicoccus longiventris
Longicoccus longiventris är en insektsart som först beskrevs av Borchsenius 1949.  Longicoccus longiventris ingår i släktet Longicoccus och familjen ullsköldlöss.
Artens utbredningsområde är Armenien. Inga underarter finns listade i Catalogue of Life.